# Michel-Charles Le Cène
Michel-Charles Le Cène (Honfleur, cap a 1684- Amsterdam, 29 d'abril de 1743) fou un impressor i editor d'origen francès establert a Holanda. Era el gendre d'Estienne Roger, que el 1695 ja figurava en les llistes del gremi d'impressors, relligadors i llibreters.

## Publicacions Le Cène
Le Cène procedia d'una família d'hugonots que van fugir de França després de la revocació de l'Edicte de Nantes (Edicte de Fontainebleau) i es van instal·lar a Holanda. En 1716 es va casar amb Françoise Roger (1694-1723), una de les filles del famós editor Estienne Roger, també un hugonot d'origen normand i va treballar en la companyia del seu sogre. Més tard, l'any 1720, es va establir pel seu compte com a impressor i editor. Estienne Roger i els seus successors (la seva filla Jeanne i el seu ajudant Gerrit Drinkman) van morir entre els anys 1722-1723 en un interval de pocs mesos. Le Cène va fer-se càrrec l'empresa i començà a publicar sota el nom «Estienne Roger & Le Cène» moltes reedicions d'obres publicades prèviament per Roger. Pel que fa a les noves publicacions, es van fer sota el seu propi nom, «Le Cène».
La major part de l'activitat d'edició i d'impressió, tant de Roger com de Le Cène, era l'edició musical. Durant els, aproximadament, vint anys que va dirigir la seva empresa, Le Cène va publicar un centenar de noves partitures, que compren entre d'altres, obres de Vivaldi, Geminiani, Händel, Quantz, Tartini, Telemann, Locatelli (un músic italià establert a Amsterdam i que era amic seu). La cura i el gust aportat a l'edició de les partitures (tant les d'ell com les de Roger) foren molt apreciades per tot Europa. És significatiu que Vivaldi abandonés els impressors venecians de les seves dues primeres obres publicades (Dotze trio sonates op. 1 i Dotze sonates op. 2) –Giuseppe Sala i Antonio Bortoli– i confiar l'edició de la resta de les seves obres a Roger i als seus successors. Els acords comercials aconseguits a Anglaterra, Alemanya, França i als Països Baixos van assegurar una àmplia difusió de les seves edicions.
Després de la mort de Le Cène l'any 1743, l'empresa tingué continuïtat amb el llibreter E.-J. de la Coste, que no va fer res més que publicar un catàleg de les obres editades per Roger i Le Cène i revendre l'empresa l'any 1746 a Antoine Chareau, un ancià col·laborador de Le Cène. Dos anys més tard, l'editorial va tancar definitivament.